# カミラ・グネル
カミラ・グネル（スウェーデン語: Camilla Gunell、1970年9月7日 - ）は、オーランド諸島の政治家、オーランド社会民主党党首、オーランド諸島自治政府首相（2011年 - 2015年）。